# Al-Raed SFC
Al-Raed Saudi Football Club (arabisk: نادي الرائد) er en saudiarabisk fodboldklub fra Buraidah. Klubben spiller på nuværende tidspunkt i Saudi Pro League, den bedste række i Saudi-Arabien.